# Gianluigi Quinzi
Gianluigi Quinzi, né le 1er février 1996 à Cittadella, est un joueur de tennis professionnel italien.
Il a atteint la 1re place mondiale du classement junior le 1er janvier 2013 et a remporté le tournoi junior de Wimbledon en 2013 contre Chung Hyeon.

## Biographie
Gianluigi Quinzi est né à Cittadella mais a grandi à Porto San Giorgio. Sa mère, Carlotta, a été skieuse chez les juniors et handballeuse au niveau national. Son père, Luca, est le président du club de tennis local. Il a un frère, Gianluca, de 5 ans son cadet, qui joue également au tennis.
Dès le plus jeune âge, il s'est essayé à divers sports, notamment au ski alpin, où il a gagné une deuxième place aux championnats de la région du Trentin-Haut-Adige mais à l'âge de sept ans, il a concentré ses efforts sur le tennis.

## Carrière

### Carrière junior
À l'âge de 8 ans, il est remarqué par le découvreur de talents Nick Bollettieri qui lui offre une bourse dans son académie. Cela lui a permis de remporter le Little Mo, un tournoi de Floride réservé aux moins de 10 ans, inscrivant par la même occasion son nom au palmarès d'un tournoi précédemment remporté par des joueurs tels que Serena Williams et Andy Roddick. À l'âge de treize ans, il est devenu le plus jeune joueur dans le classement ITF juniors et l'année suivante, il a triomphé dans quatre tournois avec une série de vingt victoires consécutives.

### Carrière professionnelle
Particulièrement prometteur, il joue sur le circuit Challenger dès 2013 et atteint une demi-finale à Guayaquil. Il stagne cependant plusieurs années à ce niveau. En août 2016, il parvient de nouveau en demi-finale, à Cordenons où il bat Leonardo Mayer. En avril 2017, il est huitième de finaliste du tournoi ATP de Marrakech puis joue une autre demi-finale à Lisbonne en juin.
En novembre 2017, il sort vainqueur de la poule de qualifications réservée aux jeunes joueurs italiens (victoire sur Filippo Baldi) pour intégrer les Next Generation ATP Finals. Il perd ses trois matchs en poule face à Andrey Rublev, Denis Shapovalov et Chung Hyeon.
En avril 2018, il remporte son premier tournoi Challenger à Francavilla al Mare en battant en finale Casper Ruud puis en mai remporte un second à Mestre. 
En juillet 2021, il décide de mettre un terme a sa jeune carrière, supportant mal le stress induit par le circuit ATP. Il se lance par la suite dans le coaching.

## Parcours dans les tournois deGrand Chelem

### En simple
N'a jamais participé à un tableau final.

## Classements ATP en fin de saison
| Année          | 2011 | 2012 | 2013 | 2014 | 2015 | 2016 | 2017 |
| Rang en simple | 1806 | 671  | 307  | 428  | 368  | 292  | 329  |
| Rang en double | -    | -    | 526  | 793  | 551  | 451  | -    |

Source : (en) Classements de Gianluigi Quinzi sur le site officiel de la Fédération internationale de tennis